# 日語的誤用
日語的誤用描述了不同於標準日語（標準語）的日語表達和用法。誤用的類型包含：字母、拼寫、音韻、形態、語意和句法等各個層次，而此篇主要討論形態、語意和句法現象。

## 概要
誤用並不是語言學上的概念。在描述性語言學領域裡，不會判斷母語者語言的使用是否錯誤。但是普遍仍認為日語有正確和錯誤的用法。此外，在語言教育裡，必須要區分正確用法及錯誤用法。除了詞彙混用外，比喻和慣用語的誤用也經常被提起。